# Lega Basket Serie A 2013-14
La Serie A 2013-14, conocida por motivos de patrocinio como Beko Serie A, fue la edición número 92 de la Lega Basket Serie A, la máxima competición de baloncesto de Italia.
La temporada regular comenzó el 13 de octubre de 2013, y finalizó el 11 de mayo de 2014, después de 30 jornadas. Los ocho mejor clasificados accederían a los playoffs, mientras que el Sutor Montegranaro descendería a la Serie A2 Gold.
Los playoffs comenzaron el 19 de mayo de 2014  y acabaron el 27 de junio, con el EA7 Emporio Armani Milano logrando su vigésimo sexto título tras derrotar al Montepaschi Siena en siete partidos.

## Clubes temporada 2013-14
| Equipo                     | Ciudad        | Pabellón                       | Capacidad |
| -------------------------- | ------------- | ------------------------------ | --------- |
| Acea Roma                  | Roma          | Palazzetto dello Sport         | 3,500     |
| Acqua Vitasnella Cantù     | Cantù         | Palasport Pianella             | 3,910     |
| Banco di Sardegna Sassari  | Sassari       | Palasport Roberta Serradimigni | 5,000     |
| Cimberio Varese            | Varese        | PalaWhirlpool                  | 5,100     |
| Emporio Armani Milano      | Milán         | Mediolanum Forum               | 11,210    |
| Enel Brindisi              | Brindisi      | PalaPentassuglia               | 3,534     |
| Giorgio Tesi Group Pistoia | Pistoia       | PalaFermi                      | 4,000     |
| Granarolo Bologna          | Bologna       | Unipol Arena                   | 9,200     |
| Grissin Bon Reggio Emilia  | Reggio Emilia | PalaBigi                       | 3,500     |
| Montepaschi Siena          | Siena         | Palasport Mens Sana            | 5,070     |
| Pasta Reggia Caserta       | Caserta       | PalaMaggiò                     | 6,387     |
| Sidigas Avellino           | Avellino      | Palasport Del Mauro            | 5,195     |
| Sutor Montegranaro         | Montegranaro  | PalaSavelli                    | 3,608     |
| Umana Venezia              | Venecia       | Palasport Taliercio            | 3,509     |
| Vanoli Cremona             | Cremona       | Palasport Mario Radi           | 3,527     |
| Victoria Libertas Pesaro   | Pesaro        | Adriatic Arena                 | 6,119     |

## Temporada regular

### Clasificación
|  | Pos. | Equipo                     | PT | J  | G  | P  | PF   | PC   | Dif  |
|  | ---- | -------------------------- | -- | -- | -- | -- | ---- | ---- | ---- |
|  | 1.   | EA7 Emporio Armani Milano  | 50 | 30 | 25 | 5  | 2452 | 2134 | +318 |
|  | 2.   | Montepaschi Siena          | 40 | 30 | 20 | 10 | 2308 | 2114 | +194 |
|  | 3.   | Acqua Vitasnella Cantù     | 40 | 30 | 20 | 10 | 2432 | 2290 | +142 |
|  | 4.   | Banco di Sardegna Sassari  | 36 | 30 | 18 | 12 | 2589 | 2400 | +189 |
|  | 5.   | Enel Brindisi              | 36 | 30 | 18 | 12 | 2286 | 2242 | +44  |
|  | 6.   | Acea Roma                  | 34 | 30 | 17 | 13 | 2357 | 2350 | +7   |
|  | 7.   | Grissin Bon Reggio Emilia  | 30 | 30 | 15 | 15 | 2341 | 2236 | +105 |
|  | 8.   | Giorgio Tesi Group Pistoia | 30 | 30 | 15 | 15 | 2296 | 2323 | -27  |
|  | 9.   | Pasta Reggia Caserta       | 30 | 30 | 15 | 15 | 2189 | 2175 | +14  |
|  | 10.  | Cimberio Varese            | 26 | 30 | 13 | 17 | 2389 | 2458 | -69  |
|  | 11.  | Umana Venezia              | 24 | 30 | 12 | 18 | 2394 | 2420 | -26  |
|  | 12.  | Sidigas Avellino           | 24 | 30 | 12 | 18 | 2291 | 2419 | -128 |
|  | 13.  | Granarolo Bologna          | 22 | 30 | 11 | 19 | 2335 | 2376 | -41  |
|  | 14.  | Vanoli Cremona             | 22 | 30 | 11 | 19 | 2285 | 2464 | -179 |
|  | 15.  | Victoria Libertas Pesaro   | 18 | 30 | 9  | 21 | 2360 | 2623 | -263 |
|  | 16.  | Sutor Montegranaro         | 18 | 30 | 9  | 21 | 2328 | 2608 | -280 |

Leyenda:
      Campeón de Italia.
      Accede al playoff por el título.
      Desciende a Serie A2
  Vencedor del campeonato italiano
  Vencedor de la Supercopa de Italia
  Vencedor de la Copa de Italia

### Resultados
| Resultados                 | AVE   | BOL   | BRI   | CAN   | CAS   | CRE    | MIL   | MON    | PES     | PIS    | REG    | ROM   | SAS    | SIE   | VAR    | VEN    |
| -------------------------- | ----- | ----- | ----- | ----- | ----- | ------ | ----- | ------ | ------- | ------ | ------ | ----- | ------ | ----- | ------ | ------ |
| Sidigas Avellino           |       | 72-80 | 85-83 | 59-77 | 76-70 | 77-72  | 92-94 | 103-92 | 77-80   | 75-70  | 82-74  | 84-82 | 68-75  | 75-85 | 83-63  | 82-78  |
| Granarolo Bologna          | 74-78 |       | 84-79 | 69-78 | 74-66 | 85-90  | 79-71 | 96-73  | 75-65   | 70-77  | 70-71  | 85-89 | 98-88  | 57-54 | 77-78  | 80-87  |
| Enel Brindisi              | 75-73 | 68-77 |       | 75-74 | 64-53 | 96-74  | 88-80 | 76-80  | 70-74   | 68-60  | 72-71  | 72-62 | 89-80  | 71-67 | 96-70  | 88-78  |
| Acqua Vitasnella Cantù     | 74-67 | 85-74 | 84-69 |       | 84-82 | 87-72  | 87-72 | 89-78  | 93-78   | 87-77  | 73-65  | 83-80 | 99-95  | 90-88 | 84-68  | 88-75  |
| Pasta Reggia Caserta       | 76-57 | 65-57 | 65-69 | 64-60 |       | 71-65  | 77-81 | 75-68  | 100-88  | 80-74  | 74-68  | 63-68 | 57-82  | 78-76 | 86-80  | 84-65  |
| Vanoli Cremona             | 83-75 | 82-87 | 53-64 | 98-91 | 69-64 |        | 68-81 | 79-73  | 80-82   | 81-76  | 96-94  | 68-78 | 86-74  | 72-68 | 75-94  | 64-77  |
| EA7 Emporio Armani Milano  | 94-58 | 89-66 | 89-65 | 76-71 | 61-43 | 81-66  |       | 101-85 | 95-64   | 75-55  | 73-52  | 85-61 | 88-78  | 66-56 | 84-72  | 91-82  |
| Sutor Montegranaro         | 99-96 | 86-84 | 83-80 | 70-96 | 77-94 | 90-95  | 76-88 |        | 95-90   | 87-93  | 79-71  | 75-78 | 69-88  | 50-78 | 88-83  | 73-72  |
| Victoria Libertas Pesaro   | 88-82 | 79-78 | 86-91 | 82-79 | 84-93 | 86-91  | 73-94 | 88-75  |         | 75-74  | 66-99  | 77-82 | 77-82  | 69-94 | 79-86  | 86-73  |
| Giorgio Tesi Group Pistoia | 75-83 | 80-79 | 65-75 | 82-77 | 73-68 | 65-60  | 79-88 | 85-66  | 115-110 |        | 74-66  | 76-85 | 81-69  | 77-76 | 89-76  | 81-62  |
| Grissin Bon Reggio Emilia  | 96-73 | 86-76 | 76-68 | 83-68 | 76-59 | 93-75  | 78-82 | 89-80  | 92-61   | 67-56  |        | 89-76 | 89-79  | 67-59 | 73-80  | 93-73  |
| Acea Roma                  | 72-80 | 81-89 | 67-59 | 80-82 | 82-79 | 85-80  | 61-55 | 88-70  | 96-85   | 75-87  | 72-67  |       | 72-68  | 89-93 | 99-90  | 87-92  |
| Banco di Sardegna Sassari  | 78-75 | 90-87 | 97-78 | 83-69 | 92-95 | 95-61  | 69-75 | 98-75  | 102-78  | 100-87 | 92-85  | 82-71 |        | 60-62 | 105-75 | 100-95 |
| Montepaschi Siena          | 91-67 | 89-65 | 84-66 | 68-62 | 60-81 | 97-82  | 74-85 | 84-73  | 80-70   | 89-66  | 65-55  | 82-70 | 82-81  |       | 87-79  | 69-54  |
| Cimberio Varese            | 85-68 | 98-89 | 71-85 | 77-82 | 72-67 | 78-70  | 71-76 | 69-75  | 91-77   | 84-73  | 83-64  | 78-86 | 91-112 | 71-80 |        | 84-72  |
| Umana Venezia              | 84-69 | 82-74 | 82-87 | 84-79 | 73-60 | 100-78 | 88-82 | 102-68 | 89-75   | 70-74  | 100-92 | 75-83 | 87-95  | 66-71 | 77-93  |        |

## Playoffs
|  | Cuartos de final | Cuartos de final           | Cuartos de final | Cuartos de final          | Cuartos de final | Cuartos de final | Cuartos de final |           |    | Semifinales               | Semifinales | Semifinales | Semifinales | Semifinales | Semifinales | Semifinales | Semifinales |                           |    | Final | Final | Final | Final | Final | Final | Final | Final | Final |  |
|  |                  |                            |                  |                           |                  |                  |                  |           |    |                           |             |             |             |             |             |             |             |                           |    |       |       |       |       |       |       |       |       |       |  |
|  |                  |                            |                  |                           |                  |                  |                  |           |    |                           |             |             |             |             |             |             |             |                           |    |       |       |       |       |       |       |       |       |       |  |
|  | 1                | EA7 Emporio Armani Milano  | 73               | 87                        | 71               | 82               | 88               |           |    |                           |             |             |             |             |             |             |             |                           |    |       |       |       |       |       |       |       |       |       |  |
|  | 1                | EA7 Emporio Armani Milano  | 73               | 87                        | 71               | 82               | 88               |           |    |                           |             |             |             |             |             |             |             |                           |    |       |       |       |       |       |       |       |       |       |  |
|  | 8                | Giorgio Tesi Group Pistoia | 59               | 67                        | 82               | 84               | 78               |           |    |                           |             |             |             |             |             |             |             |                           |    |       |       |       |       |       |       |       |       |       |  |
|  | 8                | Giorgio Tesi Group Pistoia | 59               | 67                        | 82               | 84               | 78               |           | 1  | EA7 Emporio Armani Milano | 95          | 83          | 83          | 63          | 73          | 95          |             |                           |    |       |       |       |       |       |       |       |       |       |  |
|  |                  |                            |                  |                           |                  |                  |                  |           | 1  | EA7 Emporio Armani Milano | 95          | 83          | 83          | 63          | 73          | 95          |             |                           |    |       |       |       |       |       |       |       |       |       |  |
|  |                  |                            | 4                | Banco di Sardegna Sassari | 84               | 90               | 76               | 56        | 76 | 76                        |             |             |             |             |             |             |             |                           |    |       |       |       |       |       |       |       |       |       |  |
|  | 5                | Banco di Sardegna Sassari  | 4                | Banco di Sardegna Sassari | 84               | 90               | 76               | 56        | 76 | 76                        | 75          | 89          | 82          |             |             |             |             |                           |    |       |       |       |       |       |       |       |       |       |  |
|  | 5                | Banco di Sardegna Sassari  |                  |                           |                  |                  |                  |           |    |                           |             |             | 82          |             |             |             |             |                           |    |       |       |       |       |       |       |       |       |       |  |
|  | 4                | Enel Brindisi              | 73               | 62                        | 75               |                  |                  |           |    |                           |             |             |             |             |             |             |             |                           |    |       |       |       |       |       |       |       |       |       |  |
|  | 4                | Enel Brindisi              | 73               | 62                        | 75               |                  |                  |           |    |                           |             |             |             |             |             |             | 1           | EA7 Emporio Armani Milano | 74 | 79    | 68    | 68    | 68    | 74    | 74    |       |       |       |  |
|  |                  |                            |                  |                           |                  |                  |                  |           |    |                           |             |             |             |             |             |             |             | EA7 Emporio Armani Milano | 74 | 79    | 68    | 68    | 68    | 74    | 74    |       |       |       |  |
|  |                  |                            | 2                | Montepaschi Siena         | 61               | 65               | 85               | 75        | 72 | 72                        | 67          |             |             |             |             |             |             |                           |    |       |       |       |       |       |       |       |       |       |  |
|  | 3                | Acqua Vitasnella Cantù     | 2                | Montepaschi Siena         | 61               | 65               | 85               | 75        | 72 | 72                        | 67          | 71          | 62          | 70          |             |             |             |                           |    |       |       |       |       |       |       |       |       |       |  |
|  | 3                | Acqua Vitasnella Cantù     |                  |                           |                  |                  |                  |           |    |                           |             |             | 62          | 70          |             |             |             |                           |    |       |       |       |       |       |       |       |       |       |  |
|  | 6                | Acea Roma                  | 75               | 64                        | 74               |                  |                  |           |    |                           |             |             |             |             |             |             |             |                           |    |       |       |       |       |       |       |       |       |       |  |
|  | 6                | Acea Roma                  | 75               | 64                        | 74               |                  | 6                | Acea Roma | 73 | 67                        | 69          | 71          | 75          |             |             |             |             |                           |    |       |       |       |       |       |       |       |       |       |  |
|  |                  |                            |                  |                           |                  |                  |                  | Acea Roma | 73 | 67                        | 69          | 71          | 75          |             |             |             |             |                           |    |       |       |       |       |       |       |       |       |       |  |
|  |                  |                            | 2                | Montepaschi Siena         | 75               | 91               | 78               | 65        | 91 |                           |             |             |             |             |             |             |             |                           |    |       |       |       |       |       |       |       |       |       |  |
|  | 7                | Montepaschi Siena          | 2                | Montepaschi Siena         | 75               | 91               | 78               | 65        | 91 | 82                        | 88          | 74          | 85          | 83          |             |             |             |                           |    |       |       |       |       |       |       |       |       |       |  |
|  | 7                | Montepaschi Siena          |                  |                           |                  |                  |                  |           |    |                           |             |             | 85          | 83          |             |             |             |                           |    |       |       |       |       |       |       |       |       |       |  |
|  | 2                | Grissin Bon Reggio Emilia  | 85               | 84                        | 82               | 81               | 79               |           |    |                           |             |             |             |             |             |             |             |                           |    |       |       |       |       |       |       |       |       |       |  |
|  | 2                | Grissin Bon Reggio Emilia  | 85               | 84                        | 82               | 81               | 79               |           |    |                           |             |             |             |             |             |             |             |                           |    |       |       |       |       |       |       |       |       |       |  |
|  |                  |                            |                  |                           |                  |                  |                  |           |    |                           |             |             |             |             |             |             |             |                           |    |       |       |       |       |       |       |       |       |       |  |

## Finales

### EA7 Emporio Armani Milano vs. Montepaschi Siena
| 15 de junio | EA7 Emporio Armani Milano                                   | 74–61                                 | Montepaschi Siena                                                  |                                                                                                   |  |
| 18:45       | Parciales: 22–15, 22–13, 16–16, 14–17                       | Parciales: 22–15, 22–13, 16–16, 14–17 | Parciales: 22–15, 22–13, 16–16, 14–17                              |                                                                                                   |  |
|             | Estadísticas Curtis Jerrells 26 3 jugadores 5 3 jugadores 3 | Reporte Pts Reb Asts                  | Estadísticas Othello Hunter 19 Othello Hunter 10 Haynes, Janning 3 | Pabellón: Mediolanum Forum, Milán Árbitros: Guerrino Cerebuch, Enrico Sabetta, Alessandro Terreni |  |

| 17 de junio | EA7 Emporio Armani Milano                                           | 79–65                                 | Montepaschi Siena                                                |                                                                                               |  |
| 20:30       | Parciales: 19–16, 23–19, 21–15, 16–15                               | Parciales: 19–16, 23–19, 21–15, 16–15 | Parciales: 19–16, 23–19, 21–15, 16–15                            |                                                                                               |  |
|             | Estadísticas Samardo Samuels 20 Samardo Samuels 15 Keith Langford 4 | Reporte Pts Reb Asts                  | Estadísticas Marquez Haynes 12 Spencer Nelson 8 Marquez Haynes 2 | Pabellón: Mediolanum Forum, Milán Árbitros: Luigi Lamonica, Gianluca Mattioli, Manuel Mazzoni |  |

| 19 de junio | Montepaschi Siena                                                 | 85–68                                | EA7 Emporio Armani Milano                                        | |  |
| 20:30       | Parciales: 19–13, 27–14, 18–32, 21–9                              | Parciales: 19–13, 27–14, 18–32, 21–9 | Parciales: 19–13, 27–14, 18–32, 21–9                             | |  |
|             | Estadísticas Othello Hunter 25 Othello Hunter 10 Marquez Haynes 4 | Reporte Pts Reb Asts                 | Estadísticas Daniel Hackett 14 Lawal, Samuels 6 Keith Langford 2 | Pabellón: Palasport Mens Sana, Siena Árbitros: Carmelo Paternico, Alessandro Vicino, Lorenzo Baldini |  |

| 21 de junio | Montepaschi Siena                                            | 75–68                                 | EA7 Emporio Armani Milano                                         |                                                                                                  |  |
| 20:30       | Parciales: 19–11, 17–22, 24–19, 15–16                        | Parciales: 19–11, 17–22, 24–19, 15–16 | Parciales: 19–11, 17–22, 24–19, 15–16                             |                                                                                                  |  |
|             | Estadísticas Matt Janning 20 Hunter, Janning 6 3 jugadores 1 | Reporte Pts Reb Asts                  | Estadísticas Keith Langford 20 Samardo Samuels 8 Keith Langford 4 | Pabellón: Palasport Mens Sana, Siena Árbitros: Saverio Lanzarini, Roberto Chiari, Maurizio Biggi |  |

| 23 de junio | EA7 Emporio Armani Milano                                        | 68–72                                 | Montepaschi Siena                                                 |                                                                                        |  |
| 20:30       | Parciales: 15–20, 18–14, 16–18, 19–20                            | Parciales: 15–20, 18–14, 16–18, 19–20 | Parciales: 15–20, 18–14, 16–18, 19–20                             |                                                                                        |  |
|             | Estadísticas Keith Langford 14 8 jugadores 4 Langford, Samuels 2 | Reporte Pts Reb Asts                  | Estadísticas Othello Hunter 18 Othello Hunter 7 Haynes, Janning 4 | Pabellón: Mediolanum Forum, Milán Árbitros: Roberto Begnis, Tolga Sahin, Dino Seghetti |  |

| 25 de junio | Montepaschi Siena                                                | 72–74                                 | EA7 Emporio Armani Milano                                         | |  |
| 20:30       | Parciales: 20–21, 16–19, 19–23, 17–11                            | Parciales: 20–21, 16–19, 19–23, 17–11 | Parciales: 20–21, 16–19, 19–23, 17–11                             | |  |
|             | Estadísticas Marquez Haynes 22 Othello Hunter 8 Spencer Nelson 5 | Reporte Pts Reb Asts                  | Estadísticas Alessandro Gentile 23 Gani Lawal 9 Curtis Jerrells 4 | Pabellón: Palasport Mens Sana, Siena Árbitros: Paolo Taurino, Alessandro Martolini, Gabriele Bettini |  |

| 27 de junio                | EA7 Emporio Armani Milano                                          | 74–67                                | Montepaschi Siena                                              |                                                                                                  |  |  |
| 20:30                      | Parciales: 19–9, 17–20, 12–25, 26–13                               | Parciales: 19–9, 17–20, 12–25, 26–13 | Parciales: 19–9, 17–20, 12–25, 26–13                           |                                                                                                  |  |  |
|                            | Estadísticas Alessandro Gentile 18 Nicolò Melli 13 Hackett, Moss 3 | Reporte Pts Reb Asts                 | Estadísticas Erick Green 15 Othello Hunter 10 Marquez Haynes 4 | Pabellón: Mediolanum Forum, Milán Árbitros: Saverio Lanzarini, Carmelo Paternico, Luigi Lamonica |  |  |
| Milano gana las series 4–3 |                                                                    |                                      |                                                                |                                                                                                  |  |  |
|                            |                                                                    |                                      |                                                                |                                                                                                  |  |  |

## Estadísticas individuales
| Rank | Nombre         | Equipo                    | PPP  |
| ---- | -------------- | ------------------------- | ---- |
| 1.   | Drake Diener   | Banco di Sardegna Sassari | 19.4 |
| 2.   | Keith Langford | EA7 Emporio Armani Milano | 18.0 |
| 3.   | Caleb Green    | Banco di Sardegna Sassari | 17.6 |
| 4.   | Andre Smith    | Umana Venezia             | 17.4 |
| 5.   | Jason Rich     | Vanoli Cremona            | 17.3 |

| Rank | Nombre            | Equipo                     | APP |
| ---- | ----------------- | -------------------------- | --- |
| 1.   | Andrea Cinciarini | Grissin Bon Reggio Emilia  | 6.5 |
| 2.   | Travis Diener     | Banco di Sardegna Sassari  | 5.2 |
| 3.   | Brad Wanamaker    | Giorgio Tesi Group Pistoia | 5.0 |
| 4.   | Marques Green     | Banco di Sardegna Sassari  | 4.6 |
| 5.   | Stefhon Hannah    | Pasta Reggia Caserta       | 4.2 |

| Rank | Nombre         | Equipo                     | RPP  |
| ---- | -------------- | -------------------------- | ---- |
| 1.   | O. D. Anosike  | Victoria Libertas Pesaro   | 13.1 |
| 2.   | Trevor Mbakwe  | Acea Roma                  | 9.3  |
| 3.   | Kaloyan Ivanov | Sidigas Avellino           | 9.1  |
| 4.   | Ed Daniel      | Giorgio Tesi Group Pistoia | 7.9  |
| 5.   | Delroy James   | Enel Brindisi              | 7.8  |

| Rank | Nombre         | Equipo                     | RPP |
| ---- | -------------- | -------------------------- | --- |
| 1.   | Quinton Hosley | Acea Roma                  | 2.1 |
| 2.   | Marques Green  | Banco di Sardegna Sassari  | 1.8 |
| 3.   | Brad Wanamaker | Giorgio Tesi Group Pistoia | 1.8 |
| 4.   | Stefhon Hannah | Pasta Reggia Caserta       | 1.7 |
| 5.   | Bernardo Musso | Victoria Libertas Pesaro   | 1.7 |

| Rank | Nombre         | Equipo                     | TPP |
| ---- | -------------- | -------------------------- | --- |
| 1.   | Trevor Mbakwe  | Acea Roma                  | 1.6 |
| 2.   | JaJuan Johnson | Giorgio Tesi Group Pistoia | 1.5 |
| 3.   | Shawn King     | Granorolo Bologna          | 1.3 |
| 4.   | Delroy James   | Enel Brindisi              | 1.3 |
| 5.   | Marco Cusin    | Acqua Vitasnella Cantù     | 1.2 |

| Rank | Nombre         | Equipo                     | VPP  |
| ---- | -------------- | -------------------------- | ---- |
| 1.   | O. D. Anosike  | Victoria Libertas Pesaro   | 22.8 |
| 2.   | Drake Diener   | Banco di Sardegna Sassari  | 20.7 |
| 3.   | Matt Walsh     | Granorolo Bologna          | 20.3 |
| 4.   | Brad Wanamaker | Giorgio Tesi Group Pistoia | 20.0 |
| 5.   | Kaloyan Ivanov | Sidigas Avellino           | 19.9 |